# The Razor's Edge (album)
Pour les articles homonymes, voir The Razor's Edge.
The Razor's Edge est un album du Dave Holland Quintet.

## Description
The Razor's Edge est le troisième album du quintet ainsi que le dernier avec le saxophoniste Steve Coleman est donne à l’auditeur un exemple fort du travail de cette formation qui définit le style post-bop.

## Titres
1. Brother Ty (Hammond) (4:34)
2. Vedana (Holland) (4:53)
3. The Razor's Edge (Holland) (7:52)
4. Blues for C.M. (Holland) (9:15)
5. Vortex (Coleman) (8:11)
6. 5 Four Six (Wheeler) (4:26)
7. Wights Waits for Weights (Coleman) (5:25)
8. Figit Time (Hammond) (6:17)

## Musiciens
- Dave Holland – Basse
- Steve Coleman – Saxophone Alto, Soprano et flûte
- Robin Eubanks – Trombone
- Kenny Wheeler – Trompette, Cornet, Fluegelhorn
- Marvin Smitty Smith – Batterie